# MDヘリコプターズ
MDヘリコプターズ（MD Helicopters Inc.）は主に商業用のヘリコプターを生産する会社。アメリカのアリゾナ州とテキサス州の他、メキシコに生産拠点を持つ。

## 概要
1947年、ヒューズ・エアクラフトの一課として始まり、1955年以後一部門になった。 ヘリコプター部門は1972年にヒューズ・ヘリコプターズとして改組され、1981年にヒューズ・ヘリコプターズIncとして独立した。1984年、マクドネル・ダグラスに売却された。
ヒューズ・ヘリコプターズは37年間に3機の主要な機種を送り出した。最初に成功したのはヒューズ300。1956年に製造され、1957年から量産に入った。1983年、シュワイザー・エアクラフトにライセンスを供与して練習機として現在も生産、使用されている。
1965年5月、アメリカ陸軍が行った軽観測ヘリコプター（LOH）の審査で入札に勝ちOH-6の量産を始めた。OH-6は現在でも民間用のMD 500として生産が続けられている。
1973年にAH-1後継機種となるAAH（先進攻撃ヘリ）開発計画で1976年末、AH-64攻撃ヘリコプターの受注に成功した。1981年、6機の試作機が生産された。生産機数は2005年までで1100機以上である。
日本ではリアジェットの代理店でもある株式会社エアロパートナーズがサポートを行っている。

## 歴史
1984年、ヒューズ・ヘリコプターズIncはマクドネル・ダグラスへ売却され、社名はマクドネル・ダグラス・ヘリコプターになった。1985年にはマクドネル・ダグラス・ヘリコプターシステムズに社名変更。1986年、ヒューズ300のすべての権利をシュワイザー・エアクラフトに売却した。

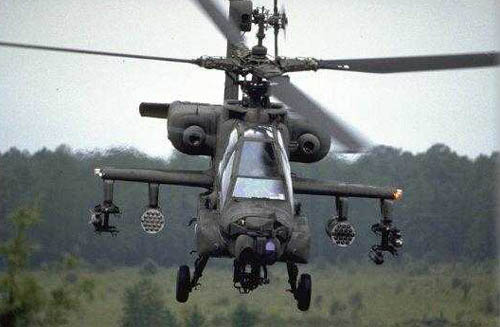
AH-64 アパッチ

1997年8月1日、マクドネル・ダグラスはボーイングに買収された。当初ボーイングの計画ではマクドネル・ダグラス・ヘリコプターシステムズが生産していた民間ヘリの系列をベル・ヘリコプターへ1998年に売却することを予定していたが、公正取引委員会の横やりで撤回された 。
1999年、ボーイングはマクドネル・ダグラス・ヘリコプターシステムズが生産していた民間ヘリの系列をMDヘリコプターズホールディングに移し、ボーイングは残りの軍用ヘリの分のみ（AH-64だけだが）生産に専念することになった。そのためMD 500やノーター等の生産は新会社に移された。現在はMDヘリコプターズ インク(MDHI)という社名にてMD 500シリーズやMD 900シリーズの生産を行っている。2008年は両シリーズ併せて計43機を納入している。
2022年3月、連邦倒産法第11章に基づく会社更生手続き開始の申し立てを裁判所に行うとともに、バーデン・ヒルおよびMBIAインシュアランス・コーポレーションが率いる債権者コンソーシアムとの間で、社有資産の売買契約を締結したと発表した。

## 生産一覧

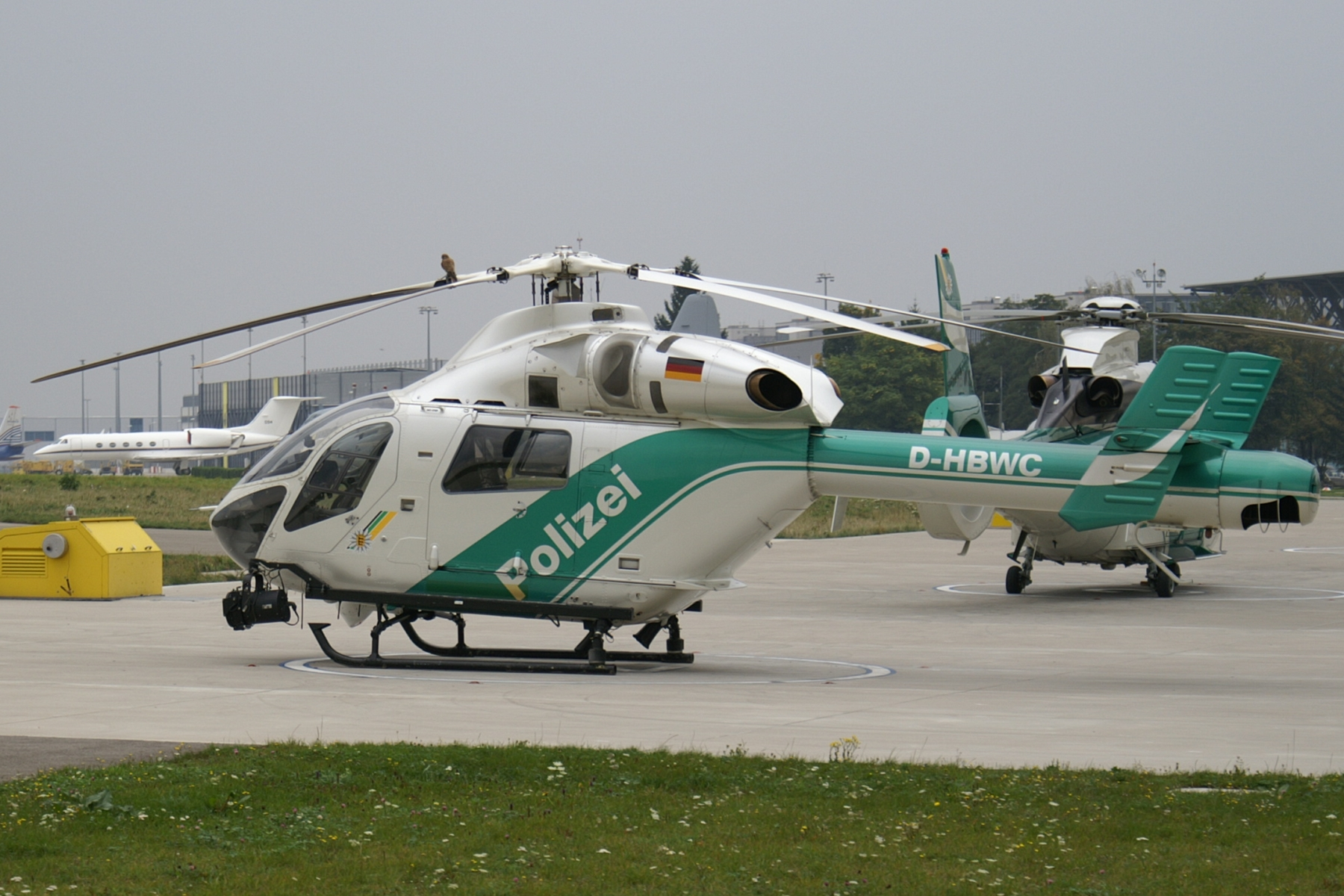
MD エクスプローラー（ドイツ警察）

（マクドネルダグラスとMDヘリコプターズ両方）

### 民間用ヘリコプター
- MD 500
- MD 520
- MD 530
- MD 600
- MD エクスプローラー

### 軍用ヘリコプター
- OH-6 カイユース
- MH-6 リトルバード
- AH-64 アパッチ - 1998年ボーイングに移管